# The Eagle
The Eagle är en brittisk-ungersk-amerikansk äventyrsfilm från 2011.

## Handling
Året är 140 e.Kr. och den unge romerske legionären Marcus (Channing Tatum) vill återupprätta sin fars ära genom att återfinna det emblem med en gyllene örn som faderns legion förlorat. Marcus får höra rykten om att det synts i norra England och bestämmer sig, trots landsmännens varningar, för att bege sig ut i vildmarken tillsammans med slaven Esca (Jamie Bell).

## Om filmen
The Eagle regisserades av Kevin Macdonald. Filmen är baserad på romanen Nionde legionens örn författad av Rosemary Sutcliff.

## Rollista (urval)
| Channing Tatum     | – Marcus       |
| Denis O'Hare       | – Lutorius     |
| Paul Ritter        | – Galba        |
| Julian Lewis Jones | – Cassius      |
| Jamie Bell         | – Esca         |
| Donald Sutherland  | – Uncle Aquila |